# Teresa Demjanovich
Miriam Teresa Demjanovich (Bayonne, 26 de março de 1901 — Morris Township, 8 de maio de 1927) foi uma irmã católica rutena americana da caridade que foi beatificada pela Igreja Católica. A cerimônia de beatificação foi a primeira a ocorrer nos Estados Unidos.

## Vida
Ela nasceu Teresa Demjanovich em Bayonne, Nova Jersey, em 26 de março de 1901, a caçula dos sete filhos de Alexander Demjanovich e Johanna Suchy, imigrantes rutenos nos Estados Unidos, do que é hoje o leste da Eslováquia. Ela recebeu o Batismo, o Crisma e a Primeira Comunhão no Rito Rutênio de seus pais.
Demjanovich cresceu ao lado das refinarias de petróleo que marcam a paisagem desta parte de Nova Jersey. Ela completou seus estudos na escola secundária aos onze anos de idade e recebeu seu diploma do ensino médio em janeiro de 1917, na Bayonne High School (na época, localizada na atual Robinson School ).

## Carreira e ingresso na vida religiosa
Nesse momento, ela queria se tornar carmelita, mas ficou na casa da família para cuidar de sua mãe doente. Após a morte de sua mãe na epidemia de gripe de novembro de 1918, sua família foi incentivada a frequentar o Colégio de Santa Isabel na Estação Convent, em Nova Jersey. Ela começou sua carreira universitária em setembro de 1919, com especialização em literatura; e se formou com as maiores honras em junho de 1923.
Demjanovich ansiava pela vida religiosa, mas várias circunstâncias a deixaram incerta em que comunidade ela deveria entrar. Enquanto isso, ela aceitou um cargo de professora na Academia de Saint Aloysius em Jersey City (agora conhecida como Academia Caritas ). Durante seu tempo na faculdade, muitas pessoas comentaram sua humildade e genuína piedade. Ela podia ser encontrada ajoelhada na capela da faculdade a qualquer hora e era muito dedicada a rezar o rosário.
Demjanovich fazia parte do coral da paróquia de São Vicente de Paulo, a Sodalidade de Nossa Senhora e uma comunidade paroquial associada à Conferência Nacional de Bem-Estar Católico. Durante o verão e o outono de 1924, Teresa orou para discernir a direção de sua vida. Ela visitou as freiras descalças carmelitas no Bronx, Nova York. Por causa de vários problemas de saúde, incluindo dores de cabeça, elas sugeriram que ela esperasse alguns anos antes de aplicar. No entanto, depois de consultar sua família, eles sugeriram que ela usasse sua educação para servir a Deus em uma ordem de ensino. Para a Festa da Imaculada Conceição naquele ano, ela fez uma novena e, no final de 8 de dezembro, decidiu que era chamada para entrar nas Irmãs da Caridade de Santa Isabel. Ela então planejou entrar no convento em 2 de fevereiro de 1925, mas seu pai pegou um resfriado e morreu em 30 de janeiro. Consequentemente, sua entrada foi adiada até 11 de fevereiro de 1925, festa de Nossa Senhora de Lourdes. Seu irmão, Charles Demjanovich, que era padre, e duas irmãs a acompanharam ao convento. Ela foi admitida no noviciado da congregação religiosa e recebeu o hábito religioso em 17 de maio de 1925. Ela nunca recebeu uma transferência oficial de rito e, portanto, permaneceu católica de rito bizantino enquanto servia como irmã religiosa em uma congregação de rito romano.

## Vida religiosa e morte
Como postulante e novato, Demjanovich ensinou na Academia de Santa Isabel na Estação do Convento durante 1925-1926. Em junho de 1926, seu diretor espiritual, padre Benedict Bradley, OSB, pediu que ela escrevesse as conferências para o noviciado. Ela escreveu 26 conferências que, após sua morte, foram publicadas em um livro, Greater Perfection.
Em novembro de 1926, Demjanovich ficou doente. Depois de uma amigdalectomia, ela voltou ao convento, mas mal conseguia caminhar até o quarto. Depois de alguns dias, ela perguntou se poderia voltar à enfermaria, mas seu superior, achando estranho que alguém tão jovem pudesse estar tão doente, disse a ela: "Se recomponha". Quando Bradley viu como ela estava doente, notificou o irmão, que telefonou para uma das irmãs que era enfermeira. Ela foi ao convento e imediatamente levou a irmã Miriam ao hospital, onde foi diagnosticada com "exaustão física e nervosa, com miocardite e apendicite aguda". Os médicos não achavam que ela era forte o suficiente para uma operação e sua condição piorou.
A profissão de voto religioso permanente de Demjanovich foi feita em articulo mortis (perigo de morte) em 2 de abril de 1927. Ela foi operada para apendicite em 6 de maio e morreu em 8 de maio de 1927. Seu funeral foi realizado em 11 de maio de 1927 na Holy Family Chapel, em Convent Station, Nova Jersey, e ela foi enterrada no Holy Family Cemetery, nos terrenos da casa- mãe de sua ordem.
Favores e curas atribuídos à sua intercessão estão sendo relatados continuamente.

## Causa para Canonização
Por causa da vida santa de Demjanovich, seu esforço pela perfeição em sua vida religiosa, escritos espirituais e os favores recebidos por outras pessoas após sua morte por sua intercessão com Deus, as Irmãs da Caridade pediram a Roma permissão para abrir uma causa para sua beatificação.
Na parte final de 1945, a Santa Sé recebeu uma comunicação autorizando Thomas H. McLaughlin, bispo da diocese católica romana de Paterson, na qual está localizada a casa mãe das Irmãs da Caridade, para instituir um processo informativo comum sobre o caso de Demjanovich, sua vida e virtudes. Rev. Stephen W. Findlay, OSB, da Delbarton School, perto de Morristown, Nova Jersey, foi nomeado procurador e a investigação oficial começou no início de 1946. A Liga de Oração Irmã Miriam Teresa foi fundada no verão de 1946 para difundir o conhecimento de sua vida e missão e trabalhar pela causa de sua beatificação. A sede da Liga está localizada no Edifício Administrativo das Irmãs da Caridade de Santa Isabel. Silvia Correale é a atual postuladora da causa da irmã Miriam Teresa na Congregação para as Causas dos Santos.
Na quinta-feira, 10 de maio de 2012, Demjanovich foi proclamada Venerável pelo Papa Bento XVI. Em 17 de dezembro de 2013, o Papa Francisco aprovou a atribuição de uma cura milagrosa à intercessão de Demjanovich, abrindo o caminho para sua beatificação. Envolveu a restauração da visão perfeita para um garoto que havia ficado legalmente cego por causa da degeneração macular. Mons. Giampaolo Rizzotti, da Congregação para as Causas dos Santos, acrescentou que o milagre aconteceu em 1964. Demjanovich foi beatificado em uma cerimônia realizada em 4 de outubro de 2014, realizada na Basílica da Catedral do Sagrado Coração em Newark. Foi a primeira vez que uma beatificação foi realizada nos Estados Unidos.  Em 2017, Stanley Rother e Solanus Casey se tornariam o segundo e terceiro americanos a serem beatificados nos Estados Unidos.
No dia seguinte, Kurt Burnette, bispo da Eparquia Católica Bizantina de Passaic, à qual Demjanovich pertencia, presidiu uma Divina Liturgia na paróquia de seu batismo, Igreja São João Batista em Bayona.

## Veneração
De acordo com a irmã Marian Jose, SC, vice-postuladora da causa da irmã Miriam Teresa, a "mensagem" de Demjanovich é que " todos são chamados à santidade ".
A Igreja Católica Romana de Santa Maria, em Dumont, Nova Jersey, tem uma pintura recém-encomendada da irmã Miriam Teresa Demjanovich, de Juan Pablo Esteban, seminarista e artista. O retrato ficará na área de vestíbulo da igreja.
Em 1º de janeiro de 2016, a Paróquia da Beata Miriam Teresa Demjanovich, em Bayonne, Nova Jersey, foi estabelecida após a fusão das igrejas de Santa Maria Estrela do Mar e de Santo André, o Apóstolo.

## Escritos
- Charles C. Demjanovich, ed. (1928). Greater Perfection: Being the Spiritual Conferences of Sister Miriam Teresa. P.J. Kenedy & Sons. New York: [s.n.] OCLC 7881709
- Charles C. Demjanovich, ed. (1954). The Seventieth Week. St. Anthony Guild Press. Paterson, New Jersey: [s.n.] OCLC 4338827
- Meditations on the Stations of the Cross. Sister Miriam Teresa League of Prayer. Convent Station, New Jersey: [s.n.] OCLC 74278575
- The Sacrifice of the Mass: The Greatest Means of Sanctification. Sister Miriam Teresa League of Prayer. Convent Station, New Jersey: [s.n.]

## Biografias
- Harris, Elizabeth (1979) [1959]. Sister Miriam Teresa. Sister Miriam Teresa League of Prayer. Convent Station, New Jersey: [s.n.] OCLC 43262874
- by a Sister of Charity (1957) [1936]. Sister Miriam Teresa. Benzinger Brothers. New York: [s.n.] OCLC 35232220
- Conklin, Margaret (1981) [1946]. An American Teresa. Color Graphic Press. Long Island City, NY: [s.n.] OCLC 1957189
- Chambre, Renée (1970). Soeur Miriam Térèsa, Apôtre de l'unité (em francês). Québec: [s.n.] OCLC 301717002
- Chambre, Marie-Thérèse (1971). Sister Miriam Teresa, Apostle of Unity. The Unity League. Mahwah, NJ: [s.n.] OCLC 309029
- Maynard, Theodore (1957). Great Catholics in American History. Hanover House. Garden City, NY: [s.n.] pp. 235–242. OCLC 1215895
- Blaško, Štefan (1984). Miriam Teresa - Faithful in a Little. Maria - Magazine. Toronto: [s.n.] OCLC 70672989
- Šencik, S.J., Štefan (1974). Kvet z Bardejovských Záhonov (Flowers of the Fields of Bardejov) (em eslovaco). Rome: [s.n.] OCLC 7209115
- Šencik, S.J., Štefan (1981). Ne Ceste Za Väčšou Dokonalosťou (Towards Greater Perfection) (em eslovaco). Rome: [s.n.] OCLC 320530682
- Middleton, Kathleen M. (2000). Bayonne Passages (from the "Images of America" Series). Arcadia. Charleston, SC: [s.n.] pp. 72–75. ISBN 0-7524-0563-2

## Artigos
- Ward Miele. «Documents for beatification sent to Congregation officials in Rome». The Catholic Advocate
- Karen DeMasters. «Q & A; This Saint May Take A While To March In». The New York Times
- Al Sullivan. «One step closer to God: Bayonne native on path to possible sainthood». Hudson Reporter
- Brendan I. Koerner. «Saint Makers». US News and World Report: 52–60
- Kevin Coyne. «Persevering for a Saint of Their Own». The New York Times
- Al Sullivan. «Closer to sainthood: Bayonne native is elevated by Pope». Hudson Reporter